# NGC 1160
NGC 1160 je galaksija u zviježđu Perzej.

## Vanjske poveznice
- SEDS: NGC 1160